# Roksana Słupek
Roksana Słupek (ur. 9 września 1999 w Bydgoszczy) – polska triathlonistka, olimpijka z Paryża (2024).

## Życiorys
Na mistrzostwach Polski w triathlonie zdobyła złoty medal w 2020, srebrny medal w 2021. W triathlonowym sprincie wywalczyła srebrne medale mistrzostw Polski w 2020 i 2021. W 2022 zajęła 24. miejsce w mistrzostwach Europy. W 2024 zajęła 3. miejsce w zawodach Pucharu Świata w Chengdu, a na igrzyskach olimpijskich w Paryżu zajęła 13. miejsce.